# Aphelandra silvicola
Aphelandra silvicola är en akantusväxtart som beskrevs av Emery Clarence Leonard. Aphelandra silvicola ingår i släktet Aphelandra och familjen akantusväxter. Inga underarter finns listade i Catalogue of Life.